# 1870 w literaturze
Wydarzenia literackie w 1870 roku.

## Nowe utwory
- polskojęzyczne
  - Józef Ignacy Kraszewski – Sto Diabłów

- obcojęzyczne
  - Louisa May Alcott – Staromodna dziewczyna (ang. An Old-Fashioned Girl)[1]
  - Fiodor Dostojewski – Wieczny mąż
  - Leopold von Sacher-Masoch – Wenus w futrze (niem. Venus im Pelz)
  - Juliusz Verne – Dwadzieścia tysięcy mil podmorskiej żeglugi (fr. Vingt mille lieues sous les mers)

### Tłumaczenia
- na język polski
  - Alexandre Dumas (syn) – Dama kameliowa (fr. La dame aux camélias)
  - Jules Verne - Dwadzieścia tysięcy mil podmorskiej żeglugi[2]

## Urodzili się
- 2 stycznia – Ernst Barlach, niemiecki pisarz, poeta, rzeźbiarz i malarz (zm. 1938)
- 13 stycznia – Bogusław Adamowicz, polski poeta i pisarz (zag. 1944)
- 24 lutego – Ibrahim Muhammad Hafiz, egipski poeta, prozaik i tłumacz (zm. 1932)
- 5 marca – Frank Norris, amerykański powieściopisarz (zm. 1902)
- 13 kwietnia – Daniel Baud-Bovy, szwajcarski pisarz, poeta i publicysta (zm. 1958)
- 17 maja – Lucjan Rydel, polski poeta i dramatopisarz okresu Młodej Polski (zm. 1918)
- 25 czerwca – Robert Erskine Childers, irlandzki pisarz (zm. 1922)
- 27 lipca – Hilaire Belloc, pisarz angielski pochodzenia francuskiego (zm. 1953)
- 27 sierpnia – Amado Nervo, meksykański poeta (zm. 1919)
- 7 września – Aleksandr Kuprin, rosyjski pisarz (zm. 1938)
- 11 września – Nils Kjær, norweski dramaturg i eseista (zm. 1924)
- 22 października
  - Iwan Bunin, rosyjski poeta i nowelista (zm. 1953)
  - Alfred Douglas, brytyjski pisarz, poeta, tłumacz (zm. 1945)
- 1 listopada – Christopher Brennan, australijski poeta, teoretyk literatury (zm. 1932)
- 10 grudnia – Pierre Louÿs, francuski pisarz i poeta (zm. 1925)
- 18 grudnia – Saki, angielski pisarz i dziennikarz (zm. 1916)

## Zmarli
- 21 stycznia – Aleksandr Hercen, rosyjski pisarz (ur. 1812)
- 29 marca – Paul Emile Botta, francuski pisarz, poeta, dramaturg (ur. 1802)
- 9 czerwca – Charles Dickens, brytyjski pisarz (ur. 1812)
- 10 czerwca – Stanisław Bogusławski, polski komediopisarz (ur. 1804)
- 11 czerwca – William Gilmore Simms, amerykański prozaik i poeta (ur. 1806)
- 20 czerwca – Jules de Goncourt, francuski pisarz (ur. 1830)